# Saxifraga aizoides

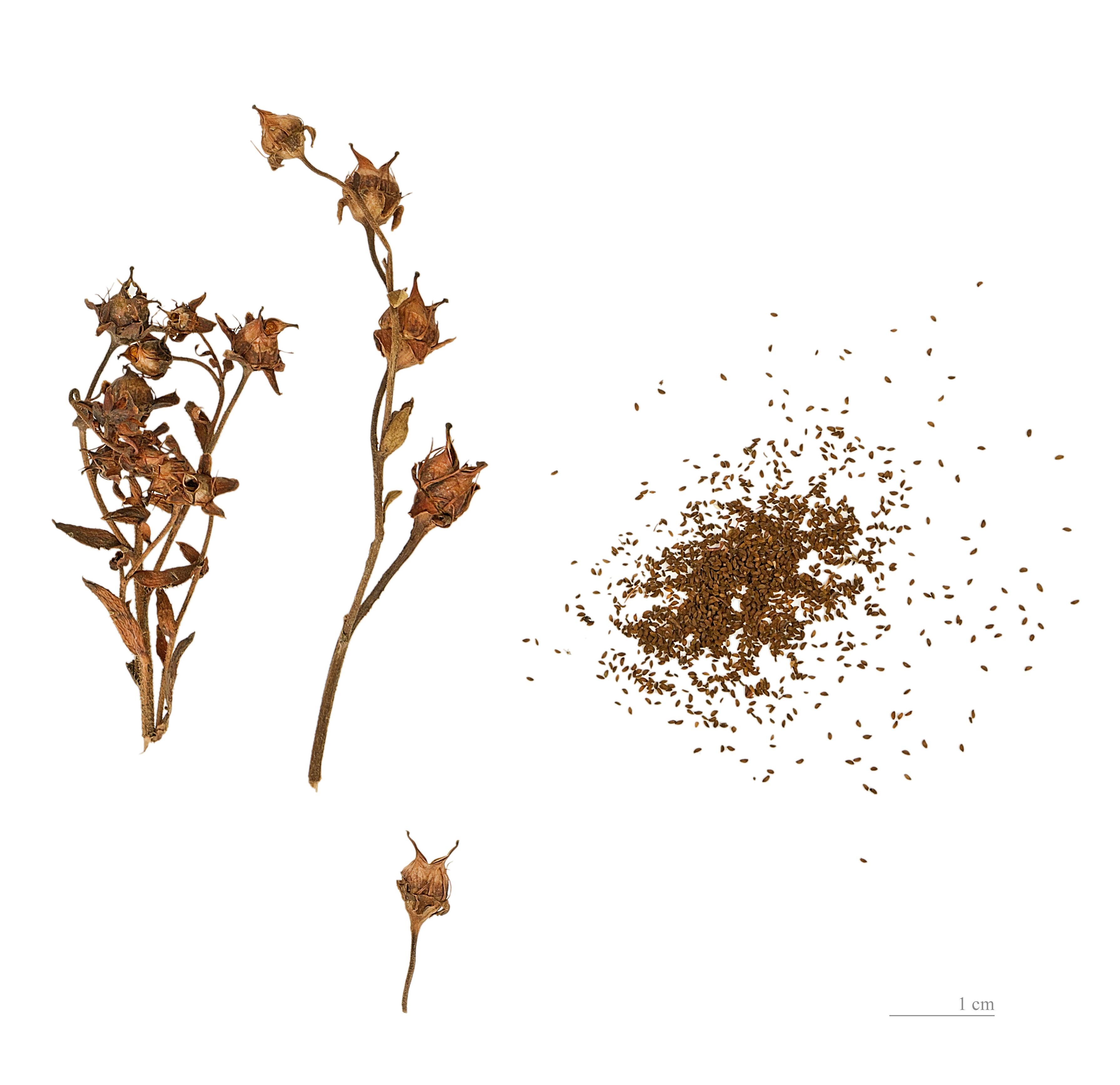
Càpsules i llavors

Saxifraga aizoides, Saxifraga groga de muntanya, és una planta herbàcia alpina del gènere Saxifraga.
La saxifraga groga de muntanya prefereix un sòl amb drenatge fred i humit que sigui entre neutre i bàsic de roca, pissarra, grava, sorra en penya-segat d'esquists. Es troba a: Amèrica del Nord, incloent Alaska, a través del Canadà, la regió dels Grans Llacs i Groenlàndia; i a Europa, incloent Muntanyes Tatra, Alps, i Svalbard.

Saxifraga aizoides fa 2–10 centimetres (0.79–3.94 in) d'alt. S'estén per petits rizomes, formant estores de petites colònies. Les flors, amb cinc sèpals i pètals, són de color verd groc.